# Dinita
La dinita és un mineral de la classe dels compostos orgànics. Rep el nom en honor del professor Olinto Dini (1802-1866), professor de física italià de la Universitat de Pisa, qui va trobar el mineral.

## Característiques
La dinita és una substància orgànica de fórmula química C20H36. Cristal·litza en el sistema ortoròmbic. La seva duresa a l'escala de Mohs és 1, sent un mineral molt tou.
Segons la classificació de Nickel-Strunz, la dinita pertany a «10.BA - Hidrocarburs» juntament amb els següents minerals: fichtelita, hartita, idrialita, kratochvilita, carpathita, ravatita, simonel·lita i evenkita.

## Formació i jaciments
Va ser descoberta als dipòsits de lignit de la localitat de Castelnuovo di Garfagnana, a la província de Lucca (Toscana, Itàlia). Es tracta de l'únic indret de tot el planeta on ha estat descrita aquesta espècie mineral.